# Sumpmejse
Sumpmejsen (Poecile palustris tidligere Parus palustris) er en 11,5 cm lang fugl, der er almindelig som standfugl i fugtige løvskove i de fleste dele af Danmark. Den bliver også kaldt gråmejse.

## Beskrivelse
Sumpmejsen er en lille, grå mejse på størrelse med blåmejsen. Den har en lille sort "hagesmæk" og skinnende sort hætte. Vingerne er ensfarvede, hvad der adskiller den fra fyrremejsen, der desuden har en større hagesmæk, mat hætte og en anderledes stemme.

## Stemme
Sumpmejsen har et karakteristisk, eksplosivt kald, der kan gengives pitjui. Sangen er et kraftigt sip-sip-sip, der gentages i et par sekunder og stiger i styrke mod slutningen.

## Udbredelse
Sumpmejsen yngler i fugtige løvskove og krat, især med birk, el og pil. Den findes i størstedelen af Danmark, men er sjælden i Vestjylland og mangler helt på Bornholm Den er uden for Danmark udbredt i det sydlige Norge og Sverige, Vest-, Central- og Østeuropa og det nordlige Tyrkiet. Den findes desuden i en isoleret bestand i det østlige Asien.